# Obsjtina Pavlikeni
Obsjtina Pavlikeni (bulgariska: Община Павликени) är en kommun i Bulgarien.   Den ligger i regionen Veliko Tărnovo, i den centrala delen av landet, 180 km öster om huvudstaden Sofia. Antalet invånare är 26 342. Arean är 622 kvadratkilometer.
Obsjtina Pavlikeni delas in i:
- Batak
- Butovo
- Bjala tjerkva
- Visjovgrad
- Vărbovka
- Gorna Lipnitsa
- Dimtja
- Dăskot
- Karaisen
- Lesitjeri
- Michaltsi
- Nedan
- Paskalevets
- Patresj
- Slomer
- Stambolovo
- Dolna Lipnitsa

Följande samhällen finns i Obsjtina Pavlikeni:
- Pavlikeni